# Мадридський технічний університет
Технічний університет Мадрида або іноді званий Політехнічний університет Мадрида (ісп. Universidad Politécnica de Madrid, UPM) — державний університет, розташований у Мадриді, Іспанія. Він був заснований у 1971 році в результаті злиття різних технічних шкіл інженерії та архітектури, що виникли в основному в 18 столітті. Протягом року заняття відвідують понад 35 000 студентів.
Відповідно до щорічного рейтингу університетів, проведеного El Mundo, Технічний університет Мадрида займає найкраще місце серед технічних університетів Іспанії і другий загалом. Більшість його інженерних шкіл незмінно вважаються провідними академічними закладами Іспанії у своїх галузях і одними з найкращих у Європі. 
UPM є частиною мережі TIME, яка об’єднує п’ятдесят інженерних шкіл по всій Європі.

## Історія
Мадридський технічний університет (UPM) було засновано в 1971 році, хоча більшість його центрів нараховують понад сотні років і були засновані в 18-му та 19-му століттях. Кожен з них зберігав свою незалежність, поки не об’єднався разом, щоб сформувати UPM у 1971 році. Без перебільшення можна сказати, що протягом понад півтора століть велика частина історії іспанської техніки була написана школами архітектури та інженерії UPM. Вони протягом багатьох років були чи не єдиною, а подекуди й фактично єдиною школою. Усі важливі особистості у сфері викладання та дослідження пройшли через відповідні центри як студенти чи викладачі.

### Архітектура
Серед усіх предметів, які сьогодні є частиною Мадридського технічного університету, першою, хто почав викладати конкретні та конкретні лекції, а не в узагальненому вигляді, як це було у випадку інженерії, яка почалася з військової підготовки, була архітектура, за роки до того, як Були створені школа та Академія мистецтв. Засновницька асамблея Королівської академії трьох благородних мистецтв Святого Фердинанда відбулася 18 липня 1744 року в будинку Г. Д. Олів’єрі, першого скульптора короля з 1741 року, де він мав приватну академію, а її дослідження підготували шлях для тих, які були офіційно регламентовані в зборах. Дванадцять викладачів, по чотири для кожного предмета, де призначено. Заняття нової Школи, яка залежала від Академії образотворчого мистецтва, розпочалися в Каса-де-ла-Панадерія на Пласа-Майор у Мадриді й тривали там до 1773 року, коли Академія переїхала до своєї теперішньої будівлі.

### Школа гірничої техніки
Гірничий інженерний факультет був першим, який з дня заснування мав цивільний характер. Він був заснований у 1777 році за наказом іспанського короля Карла III в Альмадені, Сьюдад-Реаль, де вже існував певний тип неформального навчання, щоб використовувати дуже важливий елемент: ртутні копальні. У ті часи ртуть була незамінним матеріалом для амальгамування срібла, яке було одним із ключових джерел багатства в Латинській Америці, особливо в Мексиці. Ця школа розпочала свою діяльність у подібному історичному контексті до інших центрів, таких як центри Саксонії (Фрайберг 1767), Угорщини (Шмніц 1770) та Франції (Париж 1778).

### Школа будівництва
На початку 19 століття, в 1802 році, з ініціативи Огюстена де Бетенкура, видатного представника красномовного, невгамовного і допитливого духу іспанського Просвітництва, була заснована Школа цивільного будівництва, яка вважалася найкращою в Іспанії. До травня 1808 року він знаходився в Палаці Буен Ретіро в Мадриді.

### Лісотехнічна школа
Королівським указом у 1835 році було створено Спеціальну школу інженерії лісового господарства, хоча вона розпочала свою діяльність лише в 1848 році у Вільявісіоса-де-Одон, Мадрид. Перші випускники Школи Вільявісіози створили Корпус інженерів лісового господарства. Його нинішнє приміщення знаходиться в Ciudad Universitaria в Мадриді.

### Школа промислової інженерії
Лекції промислових інженерів сходять з патріотичного семінару Вергара та діяльності Економічних асоціацій друзів країни. У 1809 році в Мадриді Хосе I відкрив консерваторію мистецтв, наслідування паризької. Королівським указом (18.08.1842) його було знову відкрито під тією ж назвою, але через короткий час його знову закрили. Міністр торгівлі Сейяс Лозано підписав Королівський указ (4.10.1850) про створення Королівського промислового інституту та наукового ступеня промислової інженерії.

### Школа сільськогосподарської, харчової та біосистемної інженерії
1 жовтня 1855 року міністр громадських робіт Мануель Алонсо Мартінес заснував Центральну сільськогосподарську школу. Спочатку він був створений у маєтку «La Flamenca» на території Королівської власності в Аранхуес. Він був закритий 3 листопада 1868 року і іншим указом (28.01.1869) негайно переміщений до Мадрида. Ратифікована декількома правовими нормами, вона отримала так звану власність «Ла Флорида» або «Ла Монклоа», нинішнє університетське містечко Мадрида, а також інші прилеглі землі. На території було побудовано нову будівлю Сільськогосподарського інституту Альфонса XII. Пізніше він називався Національним агрономічним інститутом, а сьогодні – Вищою технічною школою сільськогосподарського машинобудування Мадрида. Серед інших досліджень тут можна отримати ступінь бакалавра з біотехнології, яка має найвищий вступний бал серед усього університету (12,914/14).

### Школа телекомунікаційної техніки (електротехніка та комп'ютерна інженерія)
Загальна школа телеграфії була першою з трьох вищих шкіл, створених у 20 столітті. Він був заснований Указом (3.06.1913) з трьома розділами, а інший Указ (22.04.1920) створив кваліфікацію інженера телекомунікацій. З 1912 по 1935 рік він розташовувався в будівлі на Пасео де Реколетос у Мадриді, до 1936 року на вулиці Феррас, потім на вулиці Конде де Пеньяльвер, поки його нарешті не було передано Ciudad Universitaria в Мадриді. Це одна з найкращих шкіл телекомунікацій в Іспанії. Фактично, їхній ступінь телекомунікацій був акредитованою програмою ABET з 2008 року.

### Школа аеронавігаційної техніки
У 1926 і 1928 роках кваліфікація авіаційного інженера та Вища школа аеронавігаційної техніки, розташована поблизу аеродрому Куатро В'єнтос у Мадриді, були створені майже одночасно. Військова інженерна аеронавігаційна академія була створена Указом (15.10.1939), а іншим повернула свій цивільний характер. Закон про організацію технічної освіти (20.07.1957) надав йому нинішню назву Вищої технічної школи аеронавігації. Він був заснований у сучасній будівлі в Ciudad Universitaria в Мадриді. В даний час за Болонським планом викладається ступінь аерокосмічної інженерії. Інженерна школа тепер називається ETSIAE (Escuela Técnica Superior de Ingenieros Aeronáuticos y del Espacio) і є найкращим закладом в Іспанії для проведення аеронавігаційних досліджень. Крім того, вона відома як одна з найскладніших програм в іспанській освітній системі.

### Школа комп'ютерних наук, техніки та математики
Найновішим із центрів є Школа комп'ютерних наук. Мадридський Інститут комп’ютерних наук був створений у 1969 році за межами університету, поки навчання в 1976 році не стало частиною університету, і одночасно була створена школа комп’ютерних наук. З першого дня лекцій у жовтні 1977 року він був інтегрований до УПМ. З 1988 року він розташований на території кампусу Монтеганседо.
Школа комп’ютерних наук пропонує першу в Іспанії ступінь бакалавра з математики та комп’ютерних наук. Програма зводить дослідження математики та інформатики до одного ступеня, приділяючи особливу увагу математичним основам інформатики та комп’ютерним інструментам для математики. Він поєднує в собі предмети математики та інформатики, зосереджуючись на сферах, де вони найбільше стосуються одна одної, і підкреслює взаємозв’язок між двома дисциплінами, щоб сформувати курс навчання, який успішно викладають у провідних світових університетах, таких як Массачусетський технологічний інститут (MIT) у США, Оксфордський університет у Великій Британії або Університет П’єра та Марії Кюрі у Франції.

### Школа фізичної активності та спортивних наук (INEF)
З 14 вересня 1998 року факультет фізичної активності та спортивних наук (INEF) був афілійованим центром, а 1 жовтня 2003 року був інтегрований до нашого університету.

### Технічні асистенти Інженерні школи
Університетські школи технічної інженерії були в основному створені одночасно з вищими технічними школами для забезпечення підготовки асистентів або техніків. Однак ці назви поступово зникли і поступилися місцем нинішнім назвам і кваліфікаціям.

## Освіта
Традиційно в Іспанії було два рівні технічних досліджень. Для інженерних досліджень був 3-річний ступінь під назвою Ingeniero Técnico (Інженер-технік, приблизно еквівалент бакалавра наук) з усіма повноваженнями та юридичними повноваженнями у своїй галузі та 5- або 6-річним ступенем Ingeniero (Інженер, приблизно еквівалент магістра). У випадку вивчення архітектури був 3-річний ступінь під назвою Arquitecto Técnico (технічний архітектор) і 5-річний ступінь під назвою « Arquitecto . (старший архітектор). Ці ступені зникли в результаті Болонського процесу, і нова структура включає 4-річні ступені бакалавра та 1- чи 2-річні ступені магістра, які зберігають ті самі професійні та юридичні обов’язки, які раніше називалися інженерами-техніками зі ступенем магістра. Технічний університет Мадрида щороку отримує найвищі оцінки у своїх галузях.

## Кампуси
Школи UPM розташовані по всьому Мадриду, а не в єдиному кампусі. Вони є:
- Університетське місто (Ciudad Universitaria) або кампус Монклоа
- Кампус Монтеганседо
- Південний кампус (Політехнічний комплекс Вальекаса)
- Downtown Campus (Школи в історичному центрі Мадрида)

## Дослідження
Науково-технологічний парк UPM («Parque UPM») являє собою значний поштовх для науково-дослідницької діяльності університету шляхом створення нових науково-дослідницьких центрів, бізнес-інкубаторів та спеціалізованих лабораторій за підтримки та участі державних і приватних установ.
Концепція «Parque UPM» охоплює різні науково-технологічні сфери, пов'язані з інженерією та архітектурою. Він географічно розподілений на різних сайтах, усі з яких розташовані в регіоні Мадрида (Comunidad Autónoma de Madrid): Південний кампус, Монтеганседо та Хетафе.
- Університетські інститути та центри:
  - Інститут сонячної енергії
  - Інститут автомобільних досліджень (INSIA),[13] з дослідженням гібридних електромобілів[14]
  - Інститут мікрогравітації Ігнасіо да Ріва
  - Іспанський центр підтримки користувачів та операцій (E-USOC)[15]
  - Інститут оптоелектроніки та мікротехнологічних систем (ISOM)
  - Мадридський центр суперкомп'ютерів і візуалізації (CeSViMa)[16]
  - Центр транспортних досліджень (TRANSYT)
  - Центр біомедичних технологій
  - Лазерний центр
  - Інститут сонячної енергії
  - Інститут ядерного синтезу
  - Інститут автомобільних досліджень
  - Інститут мікрогравітації
  - Інститут оптоелектронних систем і мікротехнологій
  - Integral Domotic Center (CeDInt)[17]

## Міжнародний

### Подвійні дипломи UPM
UPM підписала 87 спеціальних угод про подвійні дипломи з центрами передового досвіду в низці університетів по всьому світу.
Подвійний диплом дає найкращим студентам можливість навчатися на міжнародний ступінь, поєднуючи навчання за двома видами інженерії, водночас це краще готує їх до майбутньої кар’єри. Після закінчення навчання студенти одночасно отримають диплом UPM на додаток до диплому іноземного університету, який вони відвідували.
Список університетів, які мають програми подвійних дипломів з UPM, наведено вище.

#### Франція
- Національна вища школа мистецтв і ремесел (ENSAM)
- Центральна школа Лілля
- Центральна школа Ліону
- Центральна школа Марселя
- Центральна школа Нанта
- École Centrale Paris (ECP)
- HEC Paris (HEC)
- Національна школа мостів та доріг
- École nationale supérieure de génie industriel
- École Nationale Supérieure de Mécanique et d'Aérotechnique (ENSMA)
- École Nationale Supérieure des Mines de Douai
- École Nationale Supérieure des Mines de Nancy
- École Nationale Supérieure des Mines de Nantes
- Гірнича школа Парижа
- Вища гірнича школа Сен-Етьєну
- Вища національна школа передових технологій (ENSTA)
- École Nationale Supérieure des Télécommunications de Bretagne
- École Nationale Supérieure des Télécommunications de Paris
- École Nationale Supérieure d'Informatique et de Mathématiques Appliquées (ENSIMAG)
- Політехнічна школа
- Вища школа електрики
- Національний інститут прикладних наук Тулузи (INSA Тулуза)
- Institut supérieur de l'aéronautique et de l'espace (ISAE-SUPAERO)

#### Німеччина
- Вища школа Ганновера
- Мангеймський університет прикладних наук
- Берлінський технічний університет
- Дармштадтський технічний університет
- Мюнхенський технічний університет
- Штутгартський університет

#### Італія
- Міланська політехніка
- Політехніка Туріна
- Університет Тренто
- Неапольський університет імені Фрідріха II

#### Бельгія
- Політехнічний факультет Монс
- UCLouvain
- Льєзький університет
  - Gembloux Agro-Bio Tech
- Вільний університет Брюсселя

#### Швеція
- Королівський технологічний інститут (KTH)
- Лундський технологічний університет

#### Данія
- Данський технічний університет

#### Чехія
- Чеський університет природничих наук у Празі (FFWS)

#### Об'єднане Королівство
- Кренфілдський університет
- Інститут вищої освіти Північно-Східного Уельсу (NEWI)

#### Австрія
- Віденський технічний університет

#### Сполучені Штати
- Іллінойський інститут технології, Чикаго

#### Аргентина
- Національний університет Австралії Патагонії

#### Перу
- Папський католицький університет Перу

## Видатні випускники

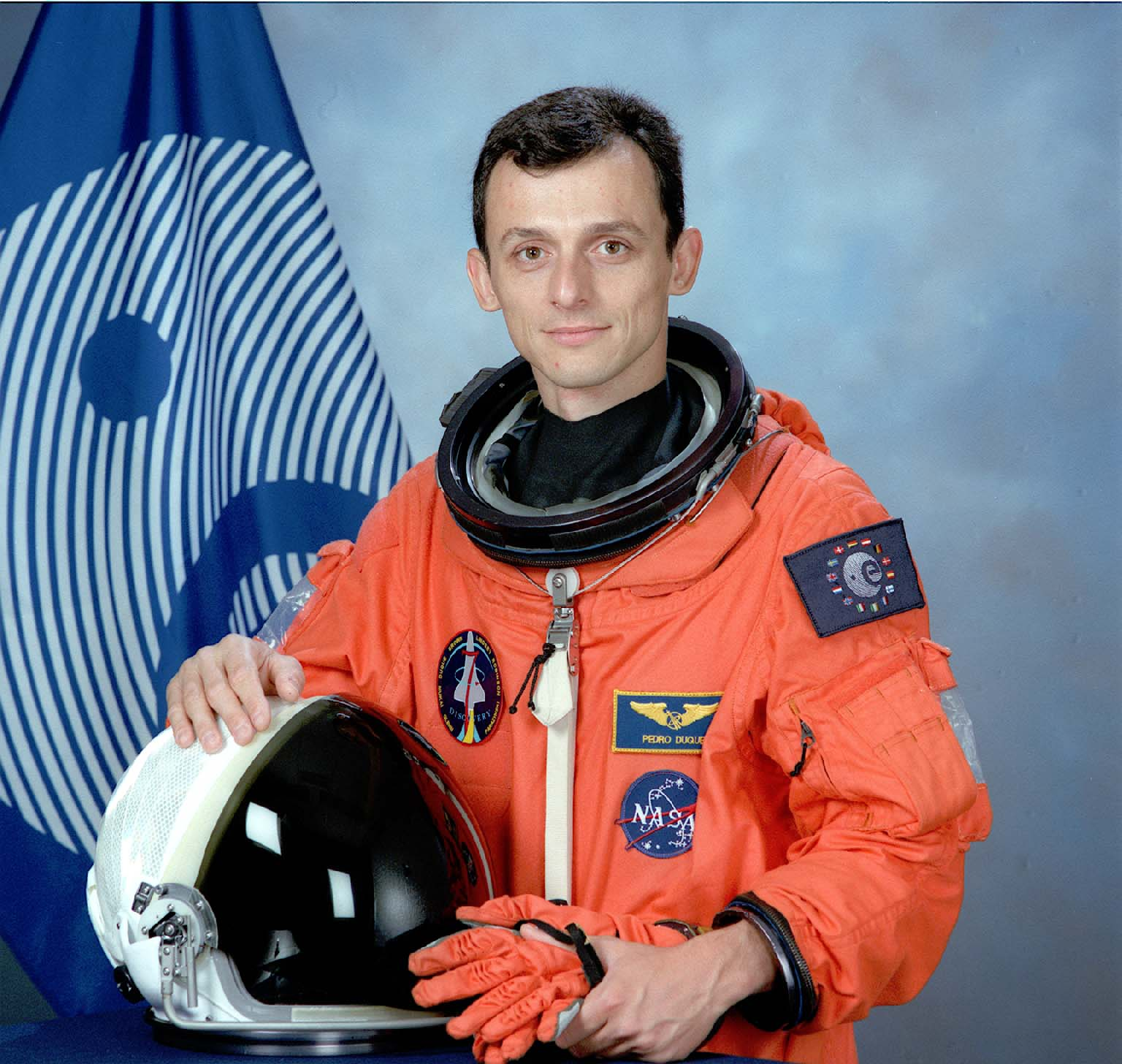
Педро Дуке

- Флорентіно Перес, голова ФК «Реал Мадрид» і генеральний директор ACS
- Пракседес Матео Сагаста, сім разів прем'єр-міністр Іспанії
- Франсіско Альварес Каскос, колишній заступник міністра Іспанії
- Рафаель Бенітес, футбольний тренер
- Жозеп Боррель, політик, президент Європейського парламенту та колишній міністр
- Леопольдо Кальво Сотело, колишній прем'єр-міністр Іспанії
- Анхель Кабрера, президент Технологічного інституту Джорджії 2019-, президент Університету Джорджа Мейсона 2012-2019
- Хайме Каруана, колишній керуючий Банком Іспанії з 2000 по 2006 рік
- Рафаель дель Піно, інженер-будівельник, засновник і колишній генеральний директор Ferrovial, 79-та найбагатша людина у світі за версією Forbes
- Педро Дуке, астронавт
- Рафаель Монео, архітектор
- Леонардо Торрес-і-Кеведо, винахідник (кілька галузей техніки)
- Антоніо М. Перес, генеральний директор Eastman Kodak
- Хуан Мата, атакувальний півзахисник клубу англійської Прем'єр-ліги ФК «Манчестер Юнайтед».
- Антоніо Луке, інженер, піонер фотоелектричної сонячної енергії

## Галерея

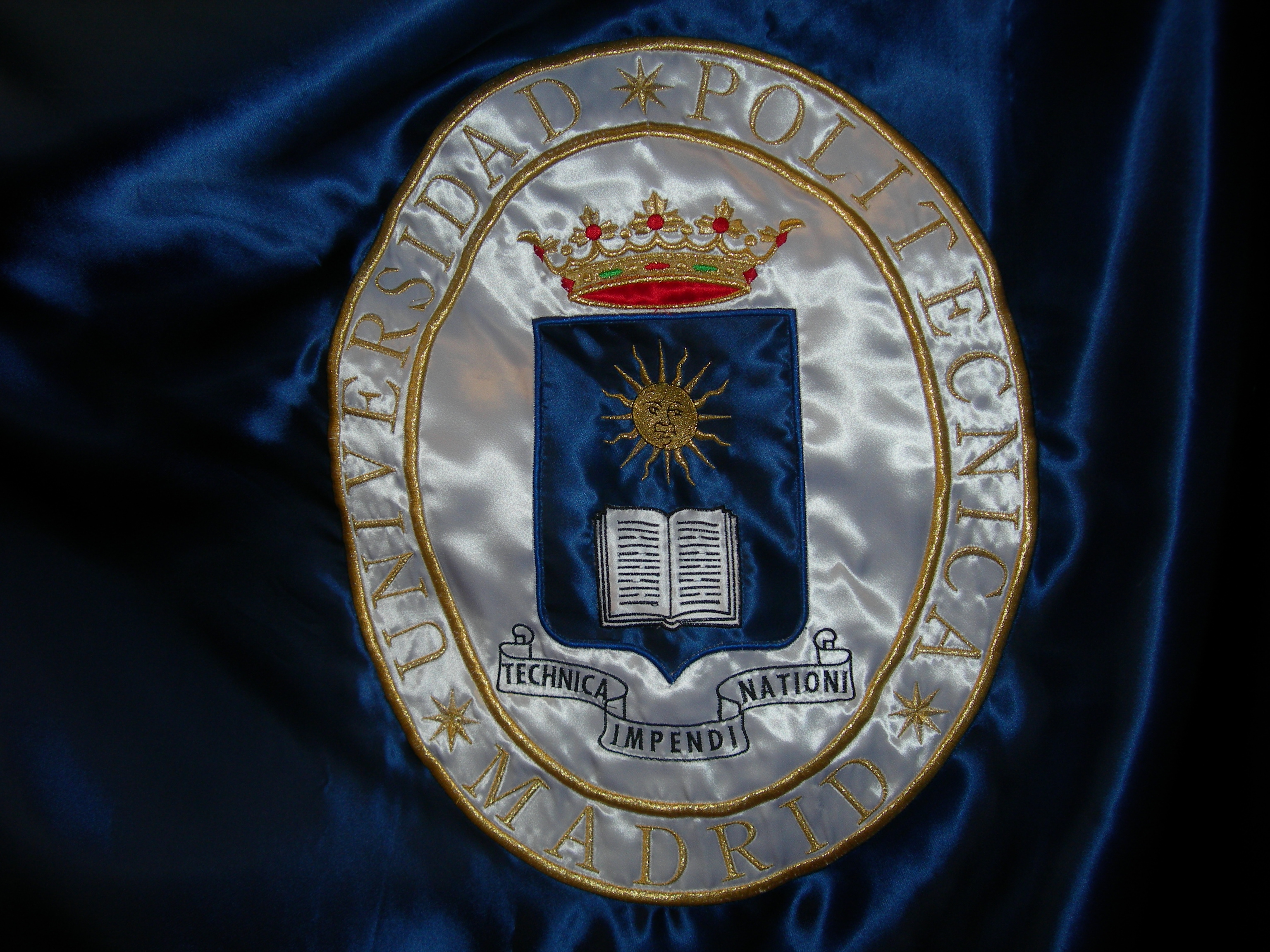
Прапор UPM
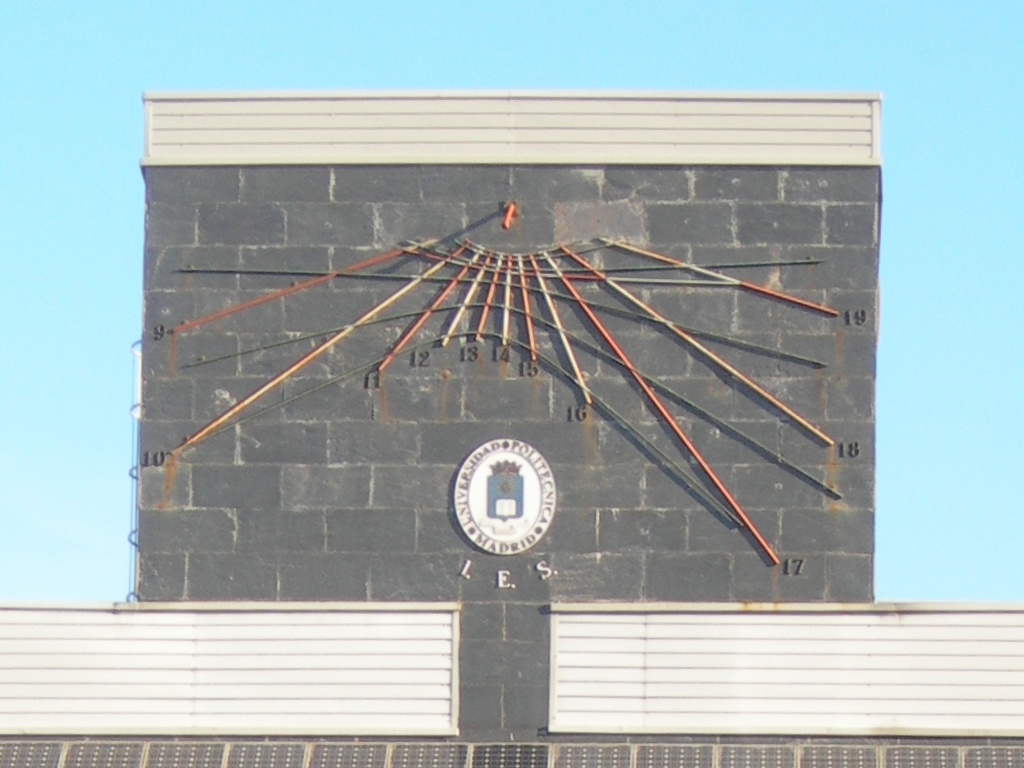
Сонячний годинник в Інституті сонячної енергії
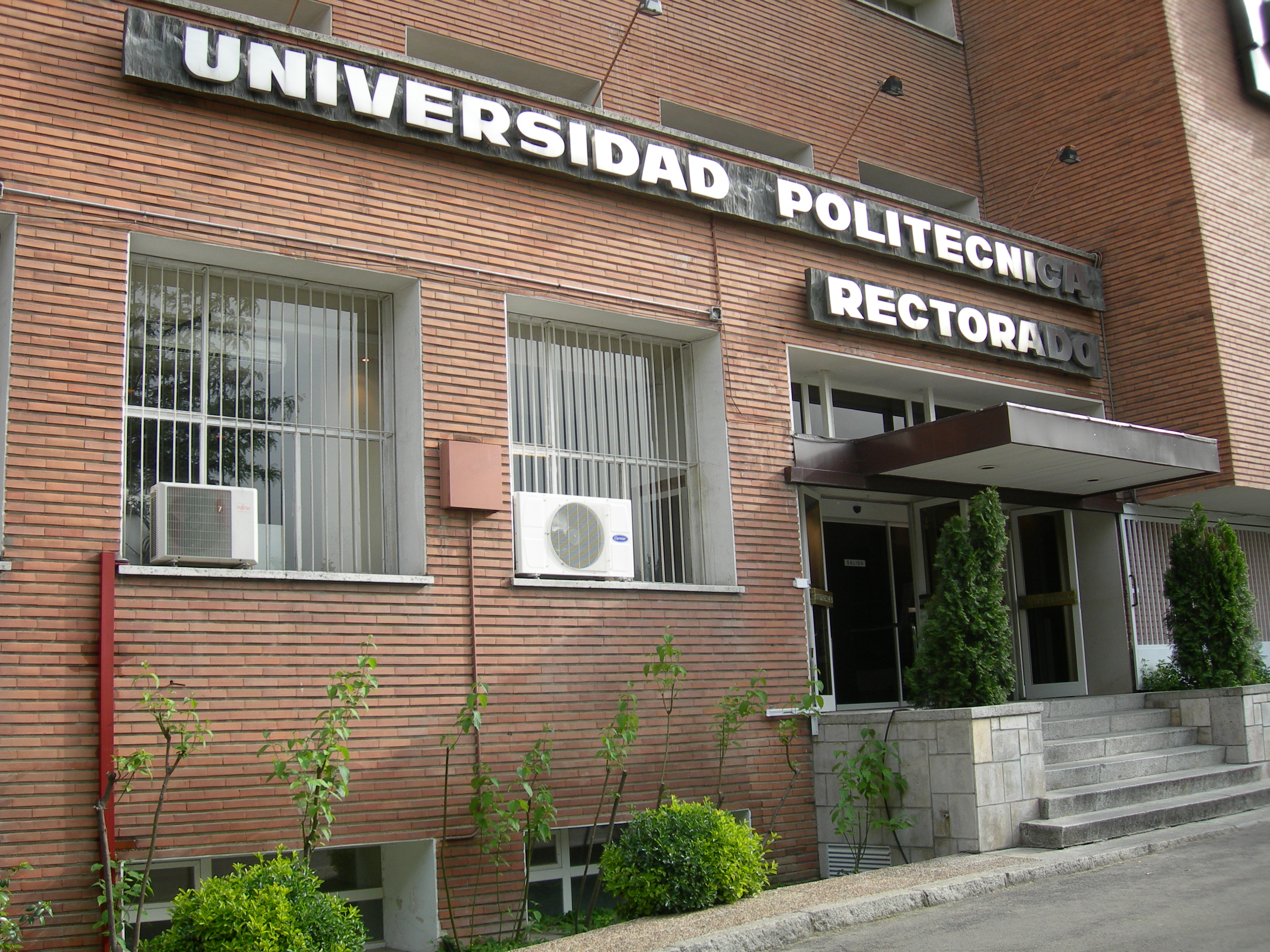
Вхід до ректорату
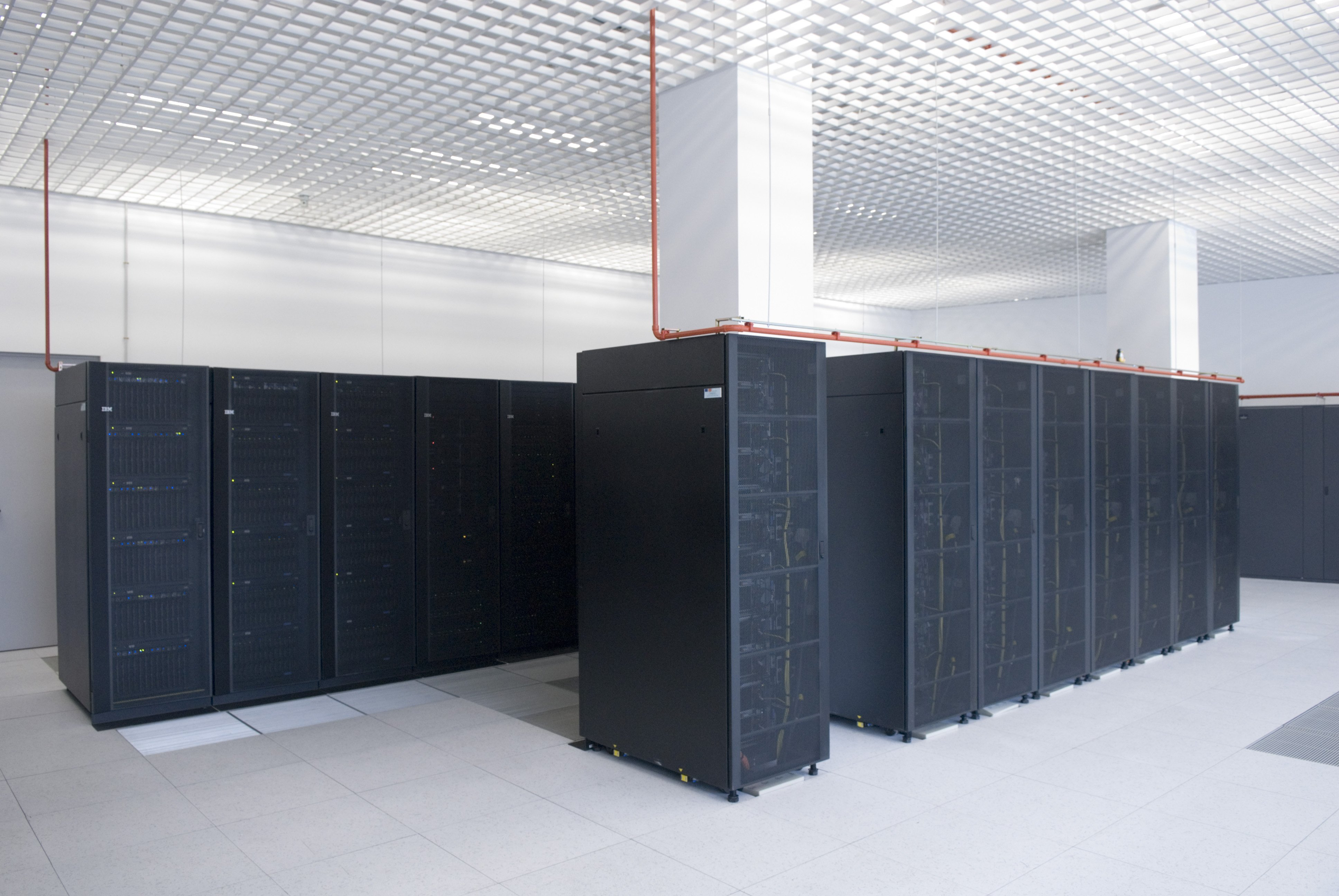
Суперкомп'ютер Magerit (CeSViMa)
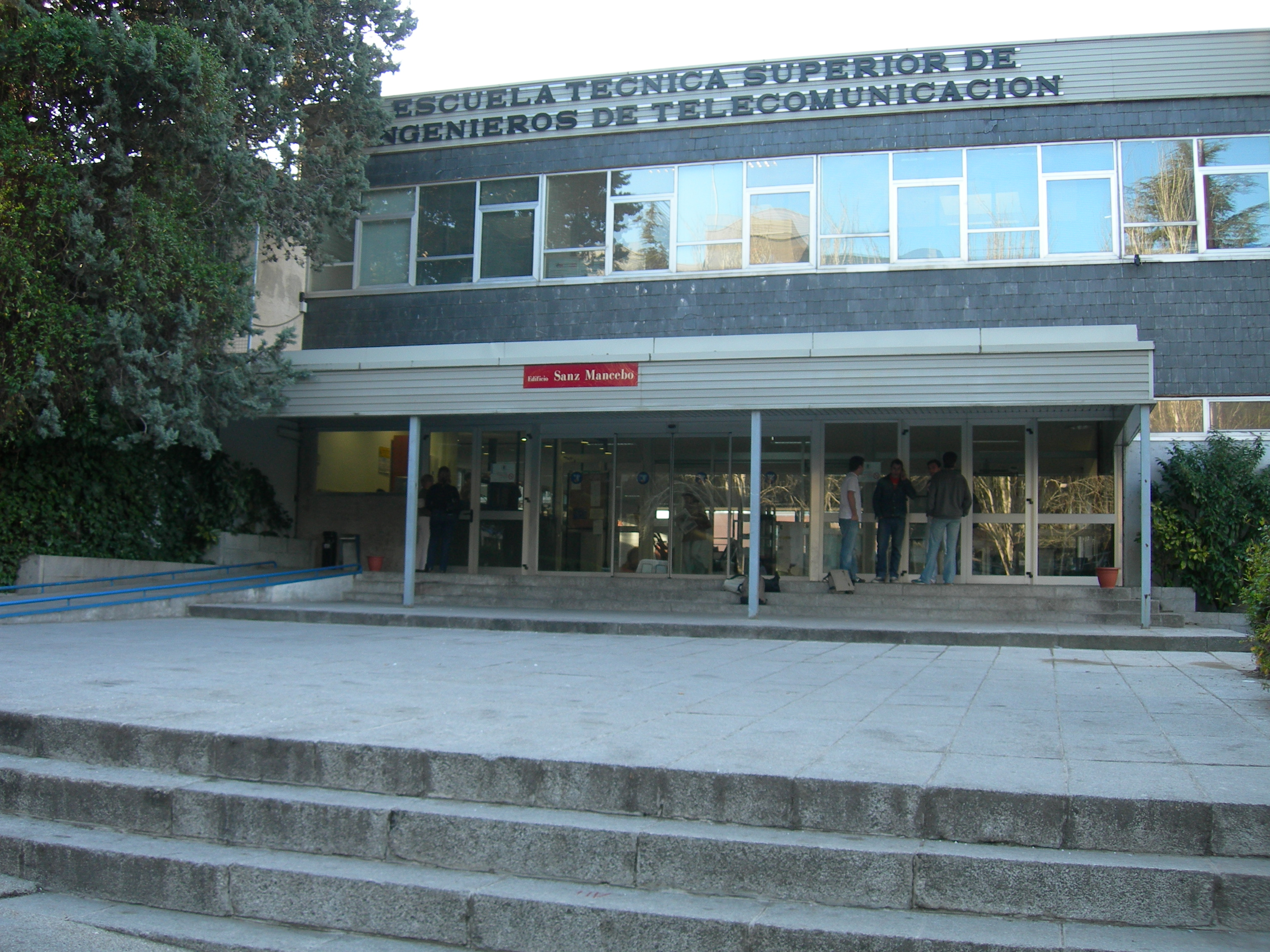
Вхід ETSIT (Telecommunications Eng.)
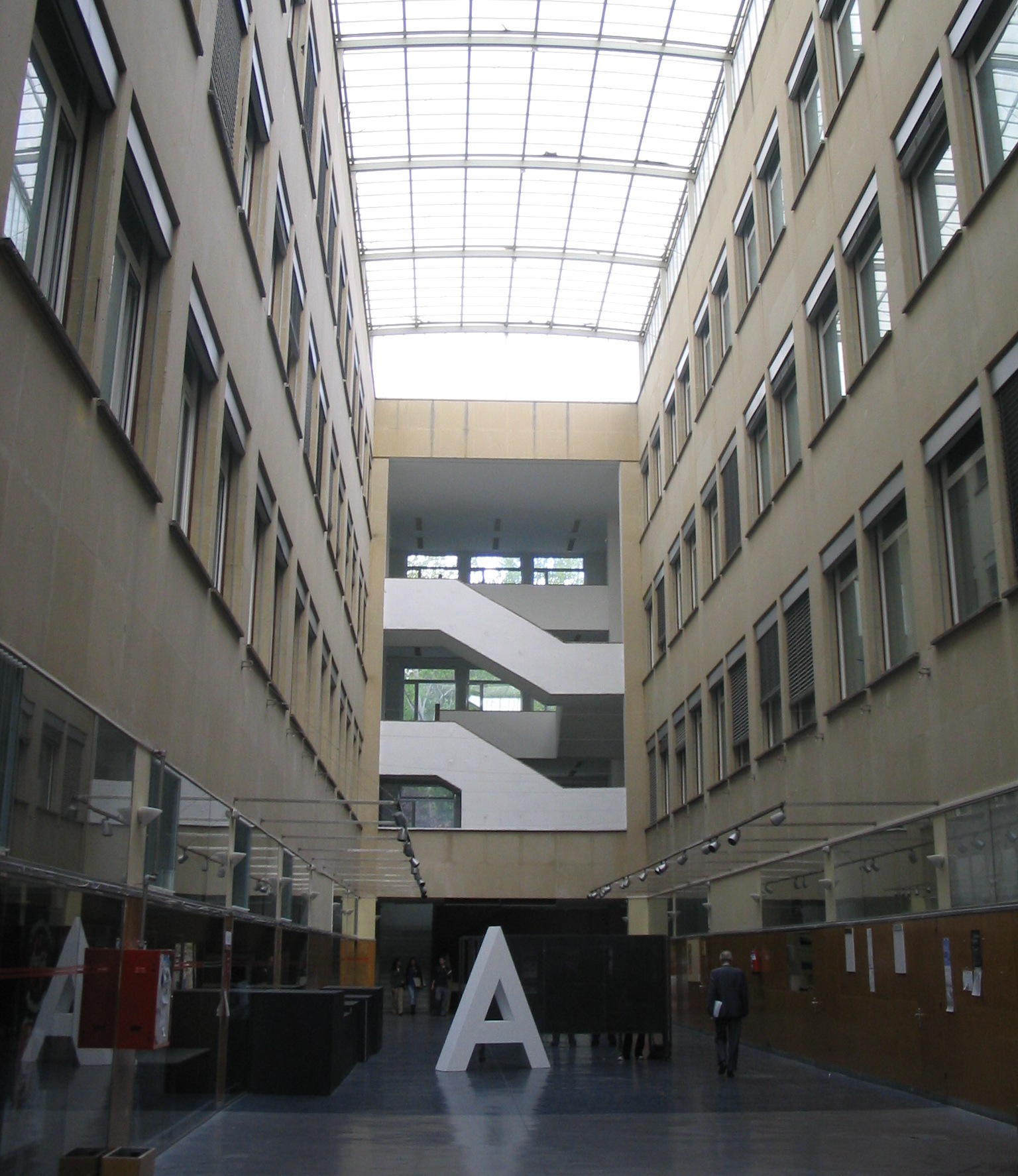
Всередині ETSAM (архітектура)
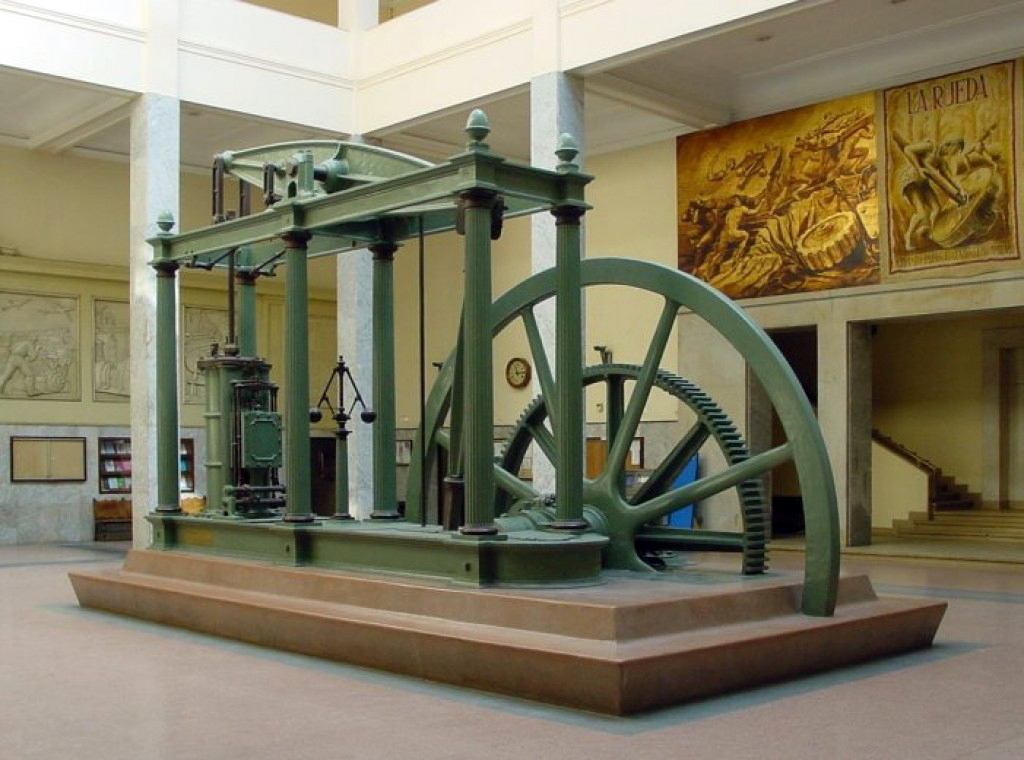
Парова машина Ватта в ETSII (Industrial Eng.)
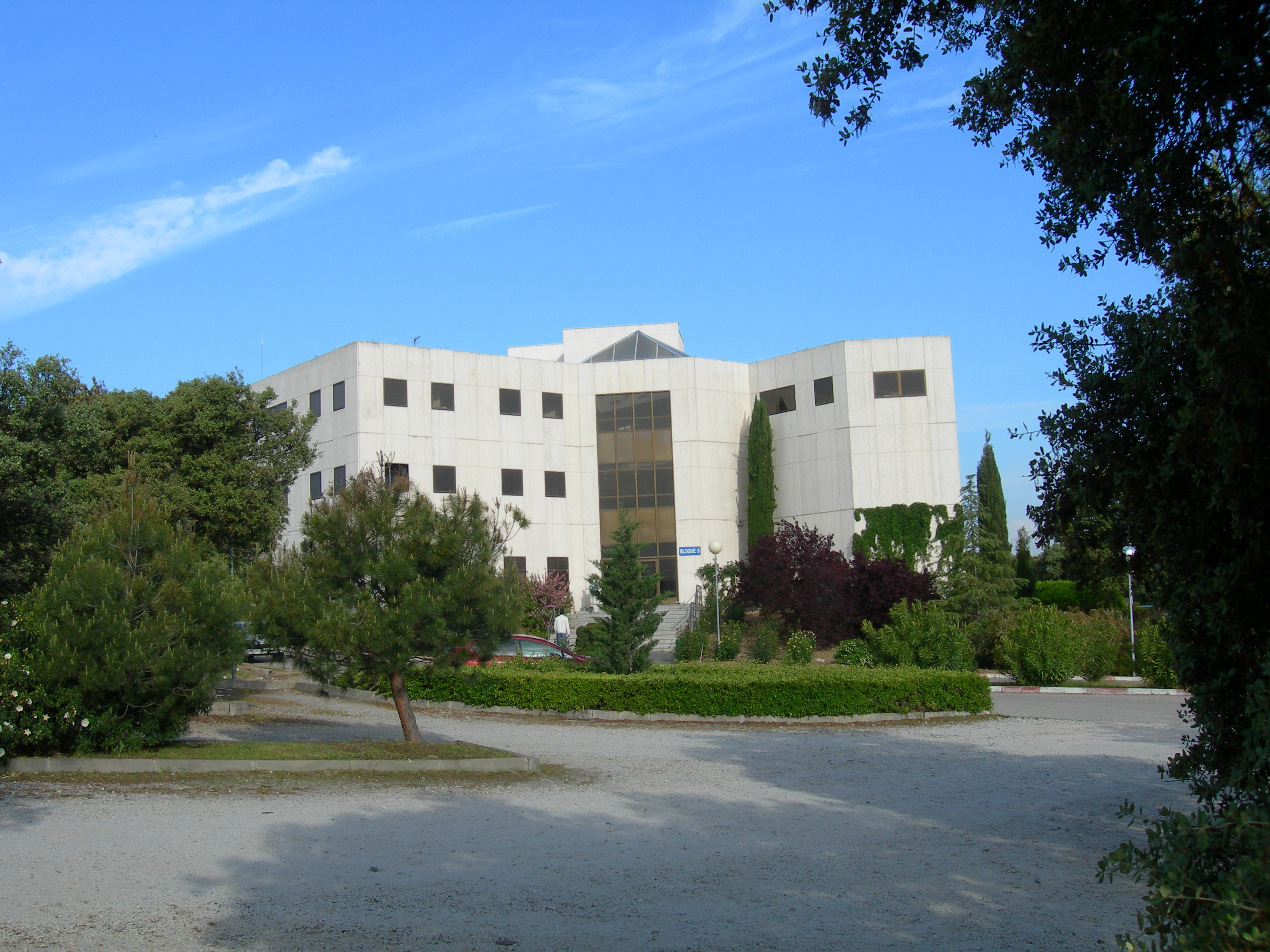
FI building (Computer Science Eng.)

## Примітка
1. ↑  Directory of Open Access Journals — 2003.
2. ↑  https://www.lobbyfacts.eu/datacard/universidad-politecnica-de-madrid?rid=555819220647-67
3. ↑  https://orcid.org/members/001G000001CAmA0IAL-universidad-politecnica-de-madrid-upm
4. 1 2  https://www.w3.org/Consortium/Member/List
5. ↑  https://eua.eu/about/member-directory.html
6. ↑  https://web.archive.org/web/20220525155608/https://www.crue.org/universidades/
7. ↑  https://web.archive.org/web/20240203122536/https://www.une.es/asociados
8. ↑  https://web.archive.org/web/20230322221352/https://www.oeglobal.org/about-us/members-list/
9. ↑  https://web.archive.org/web/20231109092552/https://coara.eu/coalition/membership/
10. ↑  https://eosc.eu/members/
11. ↑  50 carreras. elmundo.es. Retrieved on 2013-10-05.
12. ↑  E.U. Aeronautics Engineering. Universidad Politécnica de Madrid (UPM).
13. ↑  INSIA. Insia-upm.es. Retrieved on 2013-10-05.
14. ↑  Vehículo eléctrico híbrido. Ecoticias.com. Retrieved on 2013-10-05.
15. ↑  E-USOC - Spanish User Support and Operations Centre. E-USOC. Процитовано 29 вересня 2018.
16. ↑  Portada. Cesvima.upm.es. Процитовано 29 вересня 2018.
17. ↑  CeDInt [Архівовано 2017-05-10 у Wayback Machine.]. CeDInt. Retrieved on 2013-10-05.
18. ↑  Universidad Politécnica de Madrid - Dobles titulaciones [Архівовано 2015-04-02 у Wayback Machine.]. Upm.es. Retrieved on 2013-10-05.